# Friedrich Traugott Friedemann

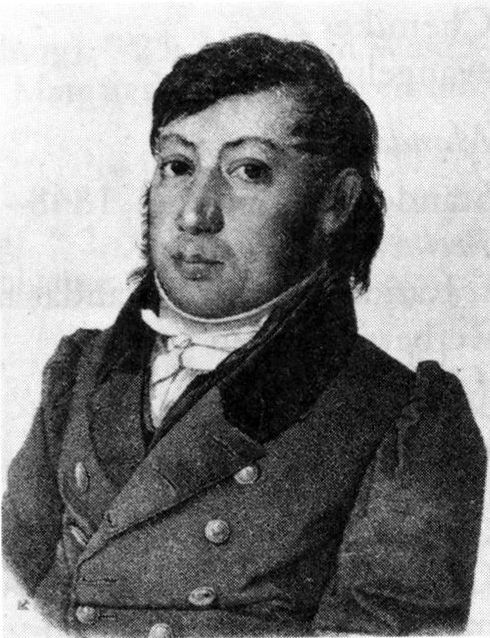
Friedrich Traugott Friedemann

Friedrich Traugott Friedemann (* 31. März 1793 in Stolpen; † 2. Mai 1853 in Idstein) war nassauischer Archivdirektor und Landtagsabgeordneter.

## Leben

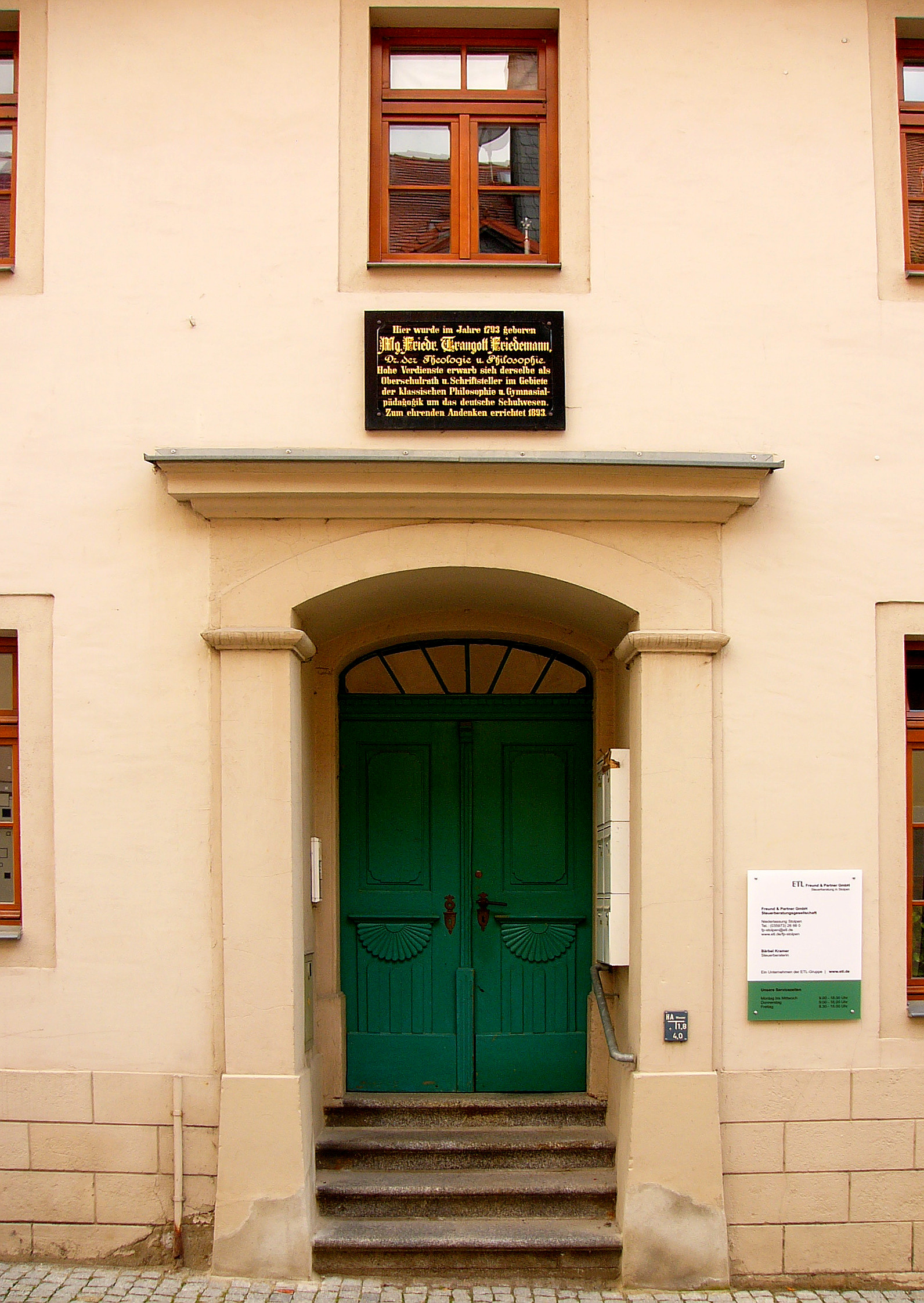
Eingang des Geburtshauses von Friedrich Traugott Friedemann in Stolpen

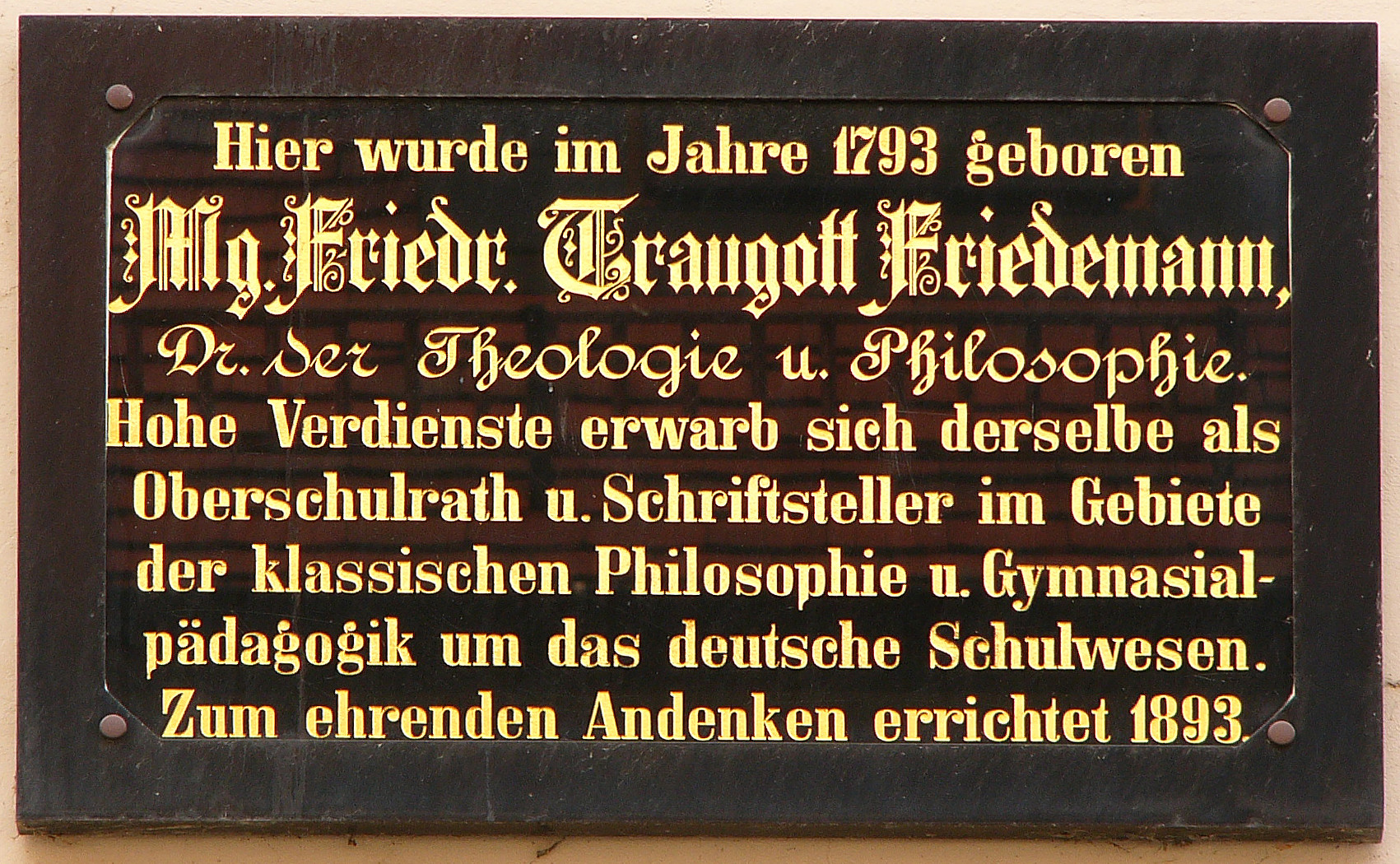
Gedenktafel für Friedrich Traugott Friedemann an seinem Geburtshaus in Stolpen

Friedrich Traugott Friedemann war der Sohn des Weißbäckers Gottlob Traugott Friedmann (* 22. August 1752 in Stolpen; † 20. November 1820 in Stolpen) und dessen Ehefrau Christine Dorothea geborene Schroth (* 15. September 1763; † 1. September 1837 in Stolpen). Er besuchte die höhere Bürgerschule in Dresden und bezog am 23. November 1805 das Gymnasium St. Afra in Meißen. Am 17. September 1810 immatrikulierte er sich an der Universität Wittenberg, um ein Studium der Theologie, Philosophie, Geschichtswissenschaften und Sprachwissenschaften zu absolvieren. Hier wurde Christian August Lobeck sein prägender Lehrer. Das Studium schloss er am 17. Oktober 1812 mit der Promotion zum Magister der Philosophie (Dr. phil.) ab.
1813 wurde Friedemann Konrektor des Gymnasiums in Zwickau. Am 17. März 1817 Konrektor am Gymnasium Wittenberg, und nachdem Franz Spitzner nach Erfurt versetzt worden war, übernahm Friedmann am 8. Juli 1820 das Rektorat der Bildungsanstalt. Nachdem er am 27. November 1823 seine Abschiedsrede gehalten hatte, trat er am 7. Januar 1824 mit der Rede das Rektorat des Gymnasium Catharineum in Braunschweig an.
Schon beim Antritt widersetzte er sich ausdrücklich Reformbemühungen in Richtung eines Realgymnasiums. Als 1825 daraufhin ein privates technisch ausgerichtetes Realgymnasium gegründet wurde (Vorgänger der heutigen Neuen Oberschule), das mit über 60 Schülern sofort starken Zulauf fand, mussten die traditionellen Gymnasien um ihren Bestand fürchten. Eine eilig einberufene Schulkommission führte Ostern 1828 zur Zusammenfassung der Gymnasien zu einem Gesamtgymnasium und bestimmte Friedemann zusätzlich zum Direktor der Gesamtlehranstalt aus Ober-, Pro- und Realgymnasium.
Er erhielt einen Professorentitel und verließ Braunschweig im Streit, u. a. mit Prof. Petri vom Collegium Carolinum. 1828 bis 1840 war er Direktor des Gymnasiums Weilburg und Oberschulrat.
1830 wurde er korrespondierendes Mitglied der Landesregierung für das Gelehrtenwesen. 1836 erhielt er die Ehrendoktorwürde durch die theologische Fakultät der Universität Leipzig. 1840 wurde er Direktor des nassauischen Zentralarchivs in Idstein (heute Hessisches Hauptstaatsarchiv Wiesbaden). Friedmann war Ehrenmitglied der lateinischen Gesellschaft in Jena und Mitglied des Vereins für vaterländische Altertümer.

## Politik
1832 wurde Friedrich Traugott Friedemann aus der Gruppe der Vorsteher der Geistlichkeit und der höheren Lehranstalten in die Deputiertenkammer der Landstände des Herzogtums Nassau gewählt. Nachdem seine Wahl für ungültig erklärt worden war, wurde er in einer Nachwahl erneut gewählt. Das Mandat hatte er bis 1838 inne. Im Nassauischen Domänenstreit vertrat er die Position der Regierung.

## Familie
Friedrich Traugott Friedemann, der evangelischer Konfession war, heiratete am 29. Juni 1817 Karoline Wilhelmine geborene Salzberger (* in Reichenbach/Vogtland; † nach 1853). Aus der Ehe stammen sieben Kinder.

## Werke (Auswahl)
Friedrich Traugott Friedemann ist Autor vieler Werke zur Pädagogik und Schulorganisation. Er war Herausgeber klassisch-philologischer Texte und der „Zeitschrift für die Archive Deutschlands“. Zudem verfasste er Artikel für Allgemeine Encyclopädie der Wissenschaften und Künste.
- Calendarium Musarum Afranarum a. 1810 poëmata quaedam Latina et Graeca alumnorum Afranorum complectens. Meißen 1809
- Beyträge zur zweckmäßigen Beförderung des Studiums der Griechischen Sprache auf gelehrten Schulen; bey der Feyerlichen Einweihung der wiederhergestellten Gebäude des Gymnasiums zu Zwickau im Okt. 1815. Zwickau 1815
- Diss. De media syllaba pentametri Graecorum elegiaci. Leipzig 1816 (befindet sich zusammengedruck bei Fr. Spitzner tractatio de versu Graecorum heroico) Cygnae valedicit Lyceum Vitebergense petiturus. Cal. Febr. A. 1817. Zwickau 1817
- Strabonis rerum geographicarum Libri XVII. Graeca ad optim. Codd. MSS. Recens. Varietat. Lect. Et adnotatt illustratrav. Xylandri versionem emendav. J. P. Siebenkees et C. H. Tzschucke. Editionem absolvit et indices confecit M. Traug. Fried. Friedemann. Vol. VII, continens Commentarium Is. Casauboni, cum notis G. Xylandri, Fr. Morelli, J. Palmerii integris aliorumque virorum doct. Selectis, quibus accedunt animadvers. C. H. Zzschuckii et appendix varr. Lect. Vol. Imum. Leipzig 1818
- Oratio de ludis literaris regundis muneris adeundi causa recitata. Wittenberg 1820
- De summa christianae doctrinae atque rationis humanae in rebus necessariis et immutabilibus consesione, optima diversarum partium conciliatrice. Wittenberg 1821 (Deutsch übersetzt von F. Adolf Beck Wittenberg 1825)
- Über die Gestalt Italiens bei den alten Geographen, nach Strabo. Wittenberg 1821
- Miscellanea maxima in partem critica. Vol. I, Part 1-4. Hildesheim 1822 (mit Gf. Seebode), Vol. II Part 1-4. Wittenberg 1825
- Davidis Ruhnkenii Notae grammaticae et Lr. Santenii Notae prosodicae in Ant. Mureti scripta, separatim edidit, et solemnia scholastica in Lyceo Wittenbergensi agenda indicit. Wittenberg 1822
- Tob. Hemsterhusii Orationes separatim edidit. Praefixa auctoris vita a Dv. Ruhnkenio scripta. Wittenberg 1822 In Programm Einige deutsche Schulreden gehalten im Lyceo zu Wittenberg, nebst Anhange. Wittenberg 1822
- Ph. Melanchtonis Orationes selectas ad venerandas viri immortalis memoriam denou edidit. Vol. I. Wittenberg 1822
- Über Programme und Programmentausch der deutschen Gymnasien. Wittenberg 1823
- Abschiedsworte zu seinen Schülern im Lyceum zu Wittenberg am 29. November 1823 gesprochen. Wittenberg 1824 (auch in Seebodes krit. Biblioth. Für das Schul- und Unterrichtswesen)
- Prog. Ph. Melanchthonis prima adumbratio locorum thelogicorum, denouo edidit et praefatus est. Wittenberg 1823
- Reden beim Wechsel des Directoriats im herzog. Katharineum zu Braunschweig. Braunschweig 1824
- Lehrplan des Herzoglichen Katharineums zu Braunschweig für das Sommerhalbjahr 1824 nebst vorläufigen Bemerkungen. Braunschweig 1824
- Rch. Bentleji et doctorum virorum Epistolae partim nuctuae. Ex editione Londinensi repetiit novisque additamentis et G. Hermanni Dissertat. De Bentlejo ejusque editionem Terentii auxit. Accedunt effigies R. Bentleji et J. G. Graevii. Leipzig 1824
- Praktische Anleitung zur Kenntnis und Verfertigung latein. Verse, nebst leichten Lesestücken für mittlere Gymnasialklassen. Braunschweig 1824, 2. Aufl. 1825
- Kleine griechische poetische Anthologie für mittlere Gymnasialklassen, enthaltend leichte Lesestücke für die ersten Anfänger, darunter den 9 bis 11ten Gesang der Homer. Odyssee, eine praktische Anleitung zur Verfertigung griechischer Verse und ein griechisch-deutsches Wörterverzeichnis. Braunschweig 1825
- Vitae hominum quocunque literarum genere eruditissimorum ab eloquentissimis viris Scriptae. Collegit et juvenibus liberalionris ingenii tanquam discendi ac dicendi exempla proposuit. Vol. I et II., Braunschweig 1825
- Dan. Wyttenbachii opuscula selecta. Edidit atque appendicis loco G. L. Mahnii critonem et excerpta ex ejusdem epistolis sodalium Socraticorum philomathiae adjecit. Vol. I et II. Braunschweig 1825 und 1826
- Ciceronische Chrestomathie. Braunschweig 1825
- Kurze vergleichende Grammatik der Neu und Altgriechischen Sprache. Nebst einer geschichtlichen Einleitung über den Ursprung des Neugriechischen und verschiedene gegenüberstehende Sprachproben beider Mundarten. Mit einem Anhang der vorzüglichsten neugriechischen Volkslieder. Braunschweig 1825
- Griechische poetische Anthologie für mittlere Klassen nebst Anleitung zu griechischen Versen. Braunschweig 1825.
- Verzeichnis einer philologischen Handbibliothek für die oberen Klassen deutscher Gymnasien und Lyceen, zum öffentlichen und Privatgebrauche. Braunschweig 1825
- Ciceronische Chrestomathis für mittlere Gymnasialklassen, enthaltend kurze Aussprüche, Erzählungen, Schilderungen, Gespräche u. s. w. zur Vorbereitung auf vollständige Schriften Ciceros. Braunschweig 1826
- Oratio habita in Gymnasio Catharineo ducali Brunovicensi d. 16. Mart. 1826. Braunschweig 1826.
- Paränesen für studierende Jünglinge. Braunschweig 1827.
- Allgemeine Umrisse der Verfassung des Gesamtgymnasiums zu Braunschweig nebst dem Lehrplan bis Ostern 1828. Braunschweig 1828
- Lateinische Rede über die allmähliche Begründung der philologischen Gymnasialstudien des römischen und griechischen Altertums in Deutschland. Braunschweig 1828
- Ruhnkenii orat., diss. et epist. C. suis aliorumque annot. 2 Bände. Braunschweig 1828
- Gradus ad Parnassum post Sintensii et Muelleri curas auct. et emend. 2 Bde. Leipzig 1828
- Praktische Anleitung zu lateinischen Versen. II. Abt. für obere Klassen nebst eine Abhandlung über Zweck, Umfang und Stufenfolge der lateinischen Versübungen und ein Verzeichnis der vorz. neulat. Dichter. Braunschweig 1828
- Civibus suis Nassoviensibus. Wiesbaden 1831
- Beiträge zur Vermittelung widerstrebender Ansichten über Verfassung und Verwaltung deutscher Gymnasien. 2 Hefte. Hadamar und Weilburg 1833
- Die Einrichtung der höheren Unterrichtsanstalten der Stadt Braunschweig im Jahre 1828 und das Verhältniß des Gesammtgymnasiums zu dem Collegium Carolinum. Hadamar und Weilburg 1833 (aus: Beiträge … ; Heft 1)
- Historia Gymnasii Weilburgensis ab Ioanne Nicolao Schlossero et Ioanne Friderico Cramero, ejusdem scholae quondam rectoribus, sonscripta. Weilburg 1836